# Энергетика Бурятии
Энергетика Бурятии — сектор экономики региона, обеспечивающий производство, транспортировку и сбыт электрической и тепловой энергии. По состоянию на конец 2019 года, на территории Бурятии эксплуатировались три крупные тепловые электростанции и пять солнечных электростанций общей мощностью 1444,77 МВт, а также несколько дизельных электростанций (ДЭС) общей мощностью 18,62 МВт. В 2018 году они произвели 5887 млн кВт·ч электроэнергии.

## История
Впервые электрическое освещение в Бурятии появилось ещё в 1891 году, когда купец Голдобин, готовясь к визиту наследника престола, установил небольшую электростанцию для освещения своего дома. Первая электростанция общего пользования на территории Бурятии была введена в эксплуатацию в 1908 году в г. Верхнеудинске (ныне Улан-Удэ), её электроэнергия использовалась для освещения улиц, магазинов и домов состоятельных граждан. К концу 1920-х годов её мощности стало не хватать, поэтому в 1931—1933 годах в Улан-Удэ была построена новая Центральная электростанция мощностью 750 кВт. В 1934 году её мощность была доведена до 3350 кВт, а в 1935 году — до 6250 кВт.
В 1934 году было начато строительство Улан-Удэнской ТЭЦ-1, первый турбоагрегат которой был пущен 6 октября 1936 года. В 1940 году общая мощность электростанций Бурятии составляла 23,7 МВт, производство электроэнергии — 81,9 млн кВт·ч в год.
В 1947—1953 годах были построены несколько небольших тепловых электростанций: Гусиноозерская ТЭЦ (4 МВт, 1947 г.), Баянгольская ТЭЦ (1953 г.), Тимлюйская ТЭЦ (18 МВт, 1953 г.). Также были возведены небольшие гидроэлектростанции, впоследствии выведенные из эксплуатации — Курумканская (640 кВт), Баргузинская (105 кВт), Улюнская (360 кВт), Уринская (200 кВт), Тахойская (300 кВт).
В 1958 году было создано районное энергетическое управление «Бурятэнерго». В 1964 году на Улан-Удэнской ТЭЦ-1 был введён в эксплуатацию турбоагрегат мощностью 100 МВт, что позволило резко увеличить производство электроэнергии в Бурятии. В 1965 году вводится в работу ВЛ-220 кВ Иркутск — Улан-Удэ, что позволило присоединить Бурятию к энергосистеме Сибири.
В 1968 году было начато строительство Гусиноозёрской ГРЭС, её первый энергоблок был введён в эксплуатацию в 1976 году. К 1979 году заработали первые четыре энергоблока этой крупнейшей в Бурятии электростанции, в 1988 году был пущен пятый энергоблок и в 1993 году — шестой. В 1982 году было начато строительство Улан-Удэнской ТЭЦ-2 проектной мощностью 840 МВт, но строительство этой станции сильно затянулось, в итоге она была введена в эксплуатацию в 1992 году как котельная, без монтажа электрогенерирующего оборудования.
В 2017 году была пущена первая солнечная электростанция Бурятии — Бичурская СЭС мощностью 10 МВт, в 2019 году — ещё четыре СЭС общей мощностью 60 МВт.

## Генерация электроэнергии
По состоянию на конец 2019 года, на территории Бурятии эксплуатировались три крупные тепловые электростанций (Гусиноозёрская ГРЭС, Улан-Удэнская ТЭЦ-1 и ТЭЦ ОАО «Селенгинский ЦКК») общей мощностью 1374,77 МВт, пять солнечных электростанций (Бичурская СЭС, СЭС «БВС», СЭС «Тарбагатай», СЭС «Кабанская» и Хоринская СЭС) общей мощностью 70 МВт. Также имеется несколько дизельных электростанций общей мощностью 18,62 МВт. Особенностью энергосистемы Бурятии является резкое доминирование одной электростанции — Гусиноозёрской ГРЭС, на которую приходится более 80 % установленной мощности и выработки электроэнергии.

### Гусиноозёрская ГРЭС
Расположена в г. Гусиноозёрск Селенгинского района. Крупнейшая электростанция Бурятии. Блочная паротурбинная электростанция, в качестве топлива использует бурый уголь местных месторождений. Турбоагрегаты станции введены в эксплуатацию в 1976—1993 годах. Установленная электрическая мощность станции — 1190 МВт, тепловая мощность — 221 Гкал/ч. Фактическая выработка электроэнергии в 2018 году — 5081 млн кВт·ч, что составляет 86 % всей выработки электроэнергии в регионе. Оборудование станции включает в себя шесть турбоагрегатов: один мощностью 170 МВт, один — 190 МВт, один — 200 МВт и три — мощностью по 210 МВт, а также шесть котлоагрегатов. Принадлежит АО «Интер РАО Электрогенерация».

### Улан-Удэнская ТЭЦ-1
Расположена в г. Улан-Удэ. Паротурбинная теплоэлектроцентраль, в качестве топлива использует каменный уголь. Турбоагрегаты станции введены в эксплуатацию в 1963—2011 годах, при этом сама станция была пущена в 1936 году (старейшая ныне действующая электростанция региона). Установленная электрическая мощность станции — 148,77 МВт, тепловая мощность — 688 Гкал/час. Фактическая выработка электроэнергии в 2018 году — 648,8 млн кВт·ч. Оборудование станции включает в себя четыре турбоагрегата, все разной мощности: 8,4 МВт, 12 МВт, 30 МВт, 98,37 МВт. Также имеется 7 котлоагрегатов и 2 водогрейных котла. Принадлежит ПАО «ТГК-14».

### ТЭЦ ОАО «Селенгинский ЦКК»
Расположена в п. Селенгинск Кабанского района. Паротурбинная теплоэлектроцентраль, в качестве топлива использует уголь и гидролизный лигнин. Обеспечивает энергоснабжение Селенгинского целлюлозно-картонного комбината и п. Селенгинск. Установленная электрическая мощность станции — 36 МВт, тепловая мощность — 418 Гкал/час. Фактическая выработка электроэнергии в 2018 году — 145 млн кВт·ч.

### Дизельные электростанции
На территории Бурятии имеется несколько дизельных электростанций общей мощностью 18,62 МВт, принадлежащих филиалу ПАО «Россети Сибирь» — «Бурятэнерго». Расположены на подстанциях и используются в ремонтных и аварийных ситуациях.

### Солнечные электростанции
На территории Бурятии расположены шесть солнечных электростанций: Бичурская СЭС мощностью 10 МВт (введена в эксплуатацию в 2017 году), СЭС «БВС», СЭС «Тарбагатай», СЭС «Кабанская» и Хоринская СЭС мощностью по 15 МВт каждая (все введены в эксплуатацию в 2019 году), а также Торейская СЭС мощностью 45 МВт (введена в 2020 году). В 2018 году Бичурская СЭС выработала 12,5 млн кВт·ч электроэнергии.

## Потребление электроэнергии
Потребление электроэнергии в Бурятии в 2018 году составило 5531,6 млн кВт·ч, максимум нагрузки — 949 МВт. Таким образом, Бурятия является энергоизбыточным регионом как по выработке, так и по мощности. Избыток электроэнергии передаётся в энергосистемы Забайкальского края и Монголии. При этом в связи со спецификой строения энергосистемы региона (отсутствие генерации в Северобайкальском энергорайоне) осуществляется постоянный переток электроэнергии из Иркутской области. В структуре потребления электроэнергии в регионе по состоянию на 2018 год лидируют транспорт и связь (32 %), население (24,1 %) и промышленность (15,6 %). Крупнейшие потребители электроэнергии в Бурятии по состоянию на 2018 год — ОАО «РЖД» (1259 млн кВт·ч) и ОАО «Селенгинский целлюлозно-картонный комбинат» (187 млн кВт·ч). Функции гарантирующего поставщика электроэнергии выполняет АО «Читаэнергосбыт».

## Электросетевой комплекс
Энергосистема Бурятии входит в ЕЭС России, являясь частью Объединённой энергосистемы Сибири, находится в операционной зоне филиала АО «СО ЕЭС» — «Региональное диспетчерское управление энергосистемы Республики Бурятия» (Бурятское РДУ). Спецификой энергосистемы региона является её разделение на два не связанных друг с другом (на территории республики) энергорайона — Северобайкальский (вдоль линии Байкало-Амурской магистрали) и Южный, при этом в Северобайкальском энергорайоне генерация отсутствует и электроэнергия поступает из Иркутской области.
Энергосистема региона связана с энергосистемами Забайкальского края по пяти ВЛ 220 кВ и двум ВЛ 110 кВ, с энергосистемой Иркутской области — по шести ВЛ 220 кВ и двум ВЛ 110 кВ, с энергосистемой Монголии — по двум ВЛ 220 кВ (экспорт в энергосистему Монголии в 2018 году — 305 млн кВт·ч). Общая протяженность линий электропередачи напряжением в Бурятии по состоянию на 2018 год составляет 33 446 км (по цепям), в том числе ВЛ 500 кВ (включены на 220 кВ) — 313 км, ВЛ 220 кВ — 2946 км, ВЛ 110 кВ — 3174 км, ВЛ 35 кВ и ниже — 27 425 км. Большинство электрических сетей напряжением эксплуатируются компаниями, входящими в холдинг «Россети», часть электрических сетей и подстанций эксплуатируется другими организациями, в первую очередь ОАО «РЖД».

## Теплоснабжение
Теплоснабжение в Бурятии обеспечивают 678 различных источников общей тепловой мощностью 2770 Гкал/ч. Это крупные тепловые электростанции и котельные общей тепловой мощностью 1768 Гкал/ч (Улан-Удэнская ТЭЦ-1, Улан-Удэнская ТЭЦ-2, Гусиноозёрская ГРЭС, ТЭЦ ОАО «Селенгинский ЦКК», Тимлюйская ТЭЦ), а также 673 мелкие муниципальные котельные общей тепловой мощностью около 1000 Гкал/ч. Отпуск тепловой энергии в 2018 году составил около 5000 тыс. Гкал, в том числе крупные тепловые электростанции и котельные — 2844 тыс. Гкал.